# Лаурінас Станкявічюс
Лаурінас-Міндауґас Станкявічюс (лит. Laurynas Mindaugas Stankevičius; 10 серпня 1935 — 17 березня 2017) — литовський державний діяч, прем'єр-міністр Литви 1996 року.

## Життєпис
Народився 10 серпня 1935 року в Аукштадварисі Тракайського району за 5 років до першої радянської окупації Литви. 1953 закінчив середню школу у Вільнюсі. Від 1953 до 1957 року навчався в Ленінградському інституті економіки та фінансів.
Після закінчення навчання працював у міністерстві фінансів Литовської РСР економістом, пізніше — керівником відділу фінансів сільського господарства. Від 1969 року був постійним представником у Раді міністрів Литовської РСР та Раді Міністрів СРСР. Починаючи від 1977 року був заступником голови Державного комітету праці. Від 1988 до 1990 року працював на посаді першого заступника міністра соціального захисту та праці Литовської РСР.
Після відновлення незалежності Литви Станкявічюс вступив до лав Демократичної партії праці Литви — наступниці КПЛ. Від вересня 1993 до липня 1994 року Станкявічюс був міністром соціального захисту та праці Литви за прем'єрства Адольфаса Шляжявичюса.
З 1994 по 1996 рік обіймав посаду міністра адміністративних реформ та у справах місцевого самоврядування. 19 лютого 1996 року очолив уряд Литви. На посаді прем'єр-міністра він перебував майже дев'ять місяців до 27 листопада.
Після звільнення з посади голови уряду був обраний до лав Сейму 1996 року та пробув депутатом до 31 березня 1998 року. Від 1998 до 1999 року обіймав посаду міністра охорони здоров'я Литви, після чого завершив політичну кар'єру.
Помер 17 березня 2017 року у Вільнюсі у 81-річному віці.